# Església de Sant Vicent Ferrer (Castelló de la Plana)
L'Església Parroquial de Sant Vicent Ferrer, situada a la Plaça de Fadrell, a Castelló de la Plana, a la comarca de la Plana Alta, també coneguda com a antic convent de Sant Tomàs d'Aquino (el qual està també catalogat com Bé de Rellevància Local amb codi: 12.05.040-014), o Convent dels Dominics, és un edifici catalogat, de manera genèrica, com Bé de Rellevància Local, segons la Disposició Addicional Cinquena de la Llei 5/2007, de 9 de febrer, de la Generalitat, de modificació de la Llei 4/1998, d'11 de juny, del Patrimoni Cultural Valencià (DOCV Núm. 5.449 / 13/02/2007), amb codi: 12.05.040-009.
Pertany a la Diòcesi de Sogorb-Castelló.

## Història i descripció artística
L'actual temple de Sant Vicent Ferrer de Castelló de la Plana té més de 430 anys d'història. Inicia la seua marxa com a part del complex monàstic de l'antic Convent de Sant Tomàs d'Aquino, de pares dominics, casa de beneficència i, finalment, parròquia.
L'església del monestir es deia inicialment església de Sant Domènec, però l'any 1964 va canviar el seu nom per l'actual de Sant Vicent Ferrer, en passar a constituir nova parròquia de la ciutat de Castelló.
És el temple més antic de Castelló de la Plana, datat de 1579, i al llarg de la història ha tingut diferents noms i usos, des de la seua construcció fins a 1835 va ser l'església del Convent dels dominics, que va acabar desamortitzat. A partir de 1860 es fan càrrec del complex les Germanes de la Consolació, passant a ser Casa Provincial de Beneficència. Finalment en 1964 es va convertir en la parròquia de Sant Vicent Ferrer.
La fundació del convent de Castelló de la Plana la van dur a terme els pares dominics l'any 1579, i posat sota la advocació de Sant Tomàs d'Aquino (1225-1274), també dominic. Però aquesta no ha estat l'única advocació de l'església, ja que va estar sota la advocació d'altres dos dominics, el convent es va denominar de Domènec de Guzmán el fundador de l'ordre dels dominics durant el temps que va ser Casa de Beneficència de la Diputació, per finalment estar sota la advocació de Sant Vicent Ferrer a partir de ser constituïda com a parròquia.
Durant el segle xvii es van realitzar gran part de les obres que constitueixen el que és el temple actualment. Encara que se sap que les obres encara no havien acabat l'any 1634, van estar completament acabades en 1648. Entre les obres que es van realitzar al llarg d'aquest segle cal destacar l'ampliació de la Capella del Roser (dedicada a la Mare de Déu del Roser, a causa de la devoció dels dominics per l'oració del Sant Rosari), que inicialment havia de tenir la mateixa grandària que la resta de capelles laterals. A més presenta frescs en la seua coberta, amb obres del pintor Eugenio Guilló, datats entre 1703 i 1704. En aquesta capella es va mantenir amagada la imatge de la Mare de Déu del Lledó durant la guerra civil, aquest fet es recorda amb una placa ceràmica. Una vegada finalitzada l'obra del temple es va continuar amb la construcció del claustre, les obres del qual es van iniciar en el mateix any en què es va finalitzar el temple. També es va elevar durant aquest segle la torre del campanar.
De la Casa Provincial de Beneficència es van fer càrrec les Germanes de la Consolació després de ser sol·licitada l'ajuda d'aquesta ordre per part de la Diputació de Castelló. Així, el 25 d'octubre de 1860 arriba a Castelló un grup de vuit Germanes de la Consolació, entre les quals es trobava la Germana Maria Rosa Molas (1815-1876) que va ser canonitzada per Joan Pau II l'11 de desembre de 1988.
L'última intervenció la va sofrir l'any 2007, quan es van realitzar treballs de restauració que van permetre la recuperació de frescs i pintures murals que presidien algunes capelles, com la dedicada al Sagrat Cor de Jesús i a Maria Magdalena. També s'ha pogut descobrir la cúpula original.
Es tracta d'una església de grans dimensions, de gran nau central i capelles laterals entre contraforts. Com el primitiu monestir es va construir en una zona que es trobava fora del recinte emmurallat, en aquesta existien altres construccions com un forn de ceràmica (descobert per arqueòlegs de la Diputació) que va estar en funcionament entre 1529 i 1579, moment en què es va edificar sobre aquest; o un celler o almàssera, que van haver de ser una de les primeres construccions del monestir i que més tard quedarien baix l'estructura del temple.

## Galeria

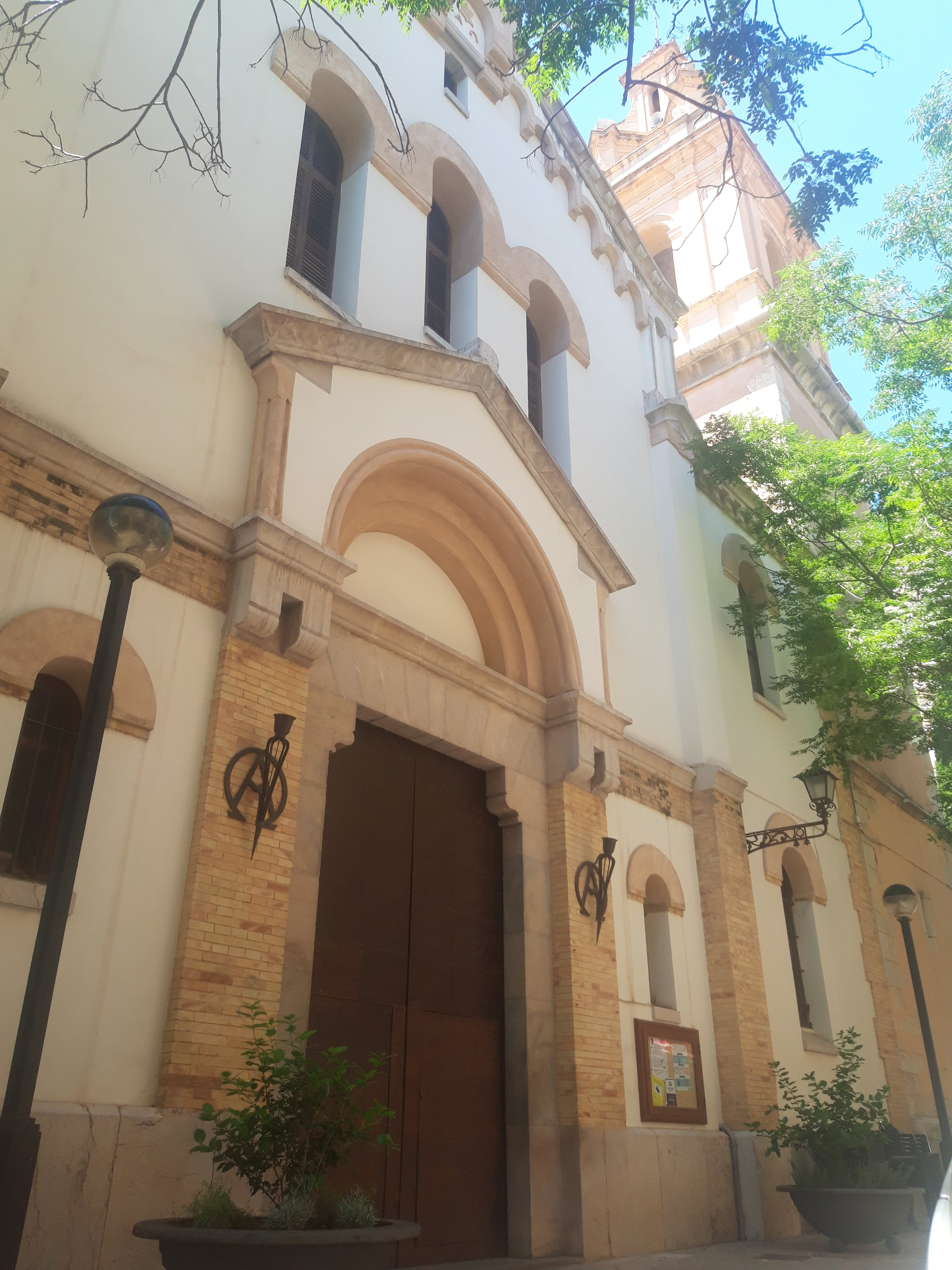
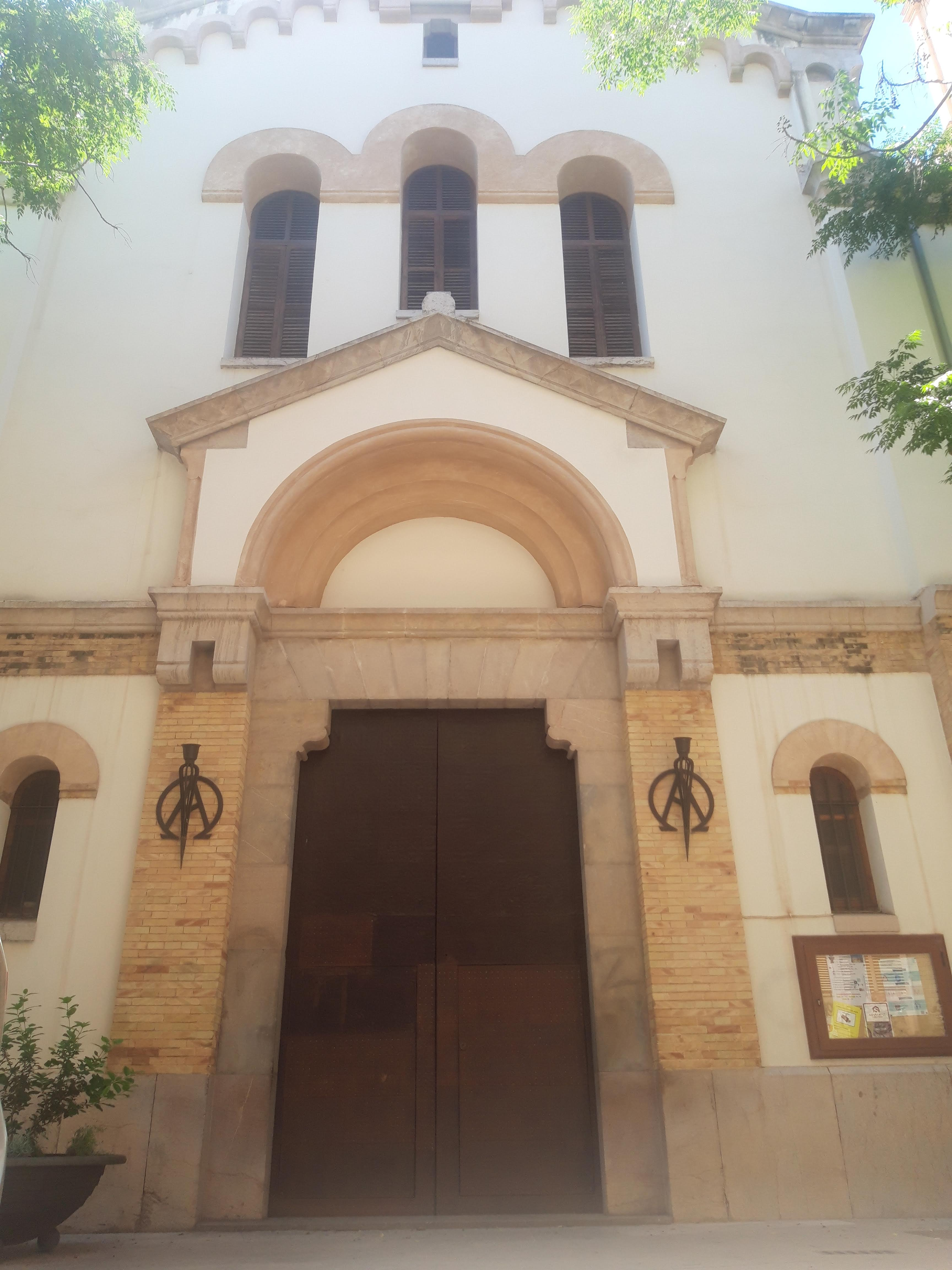
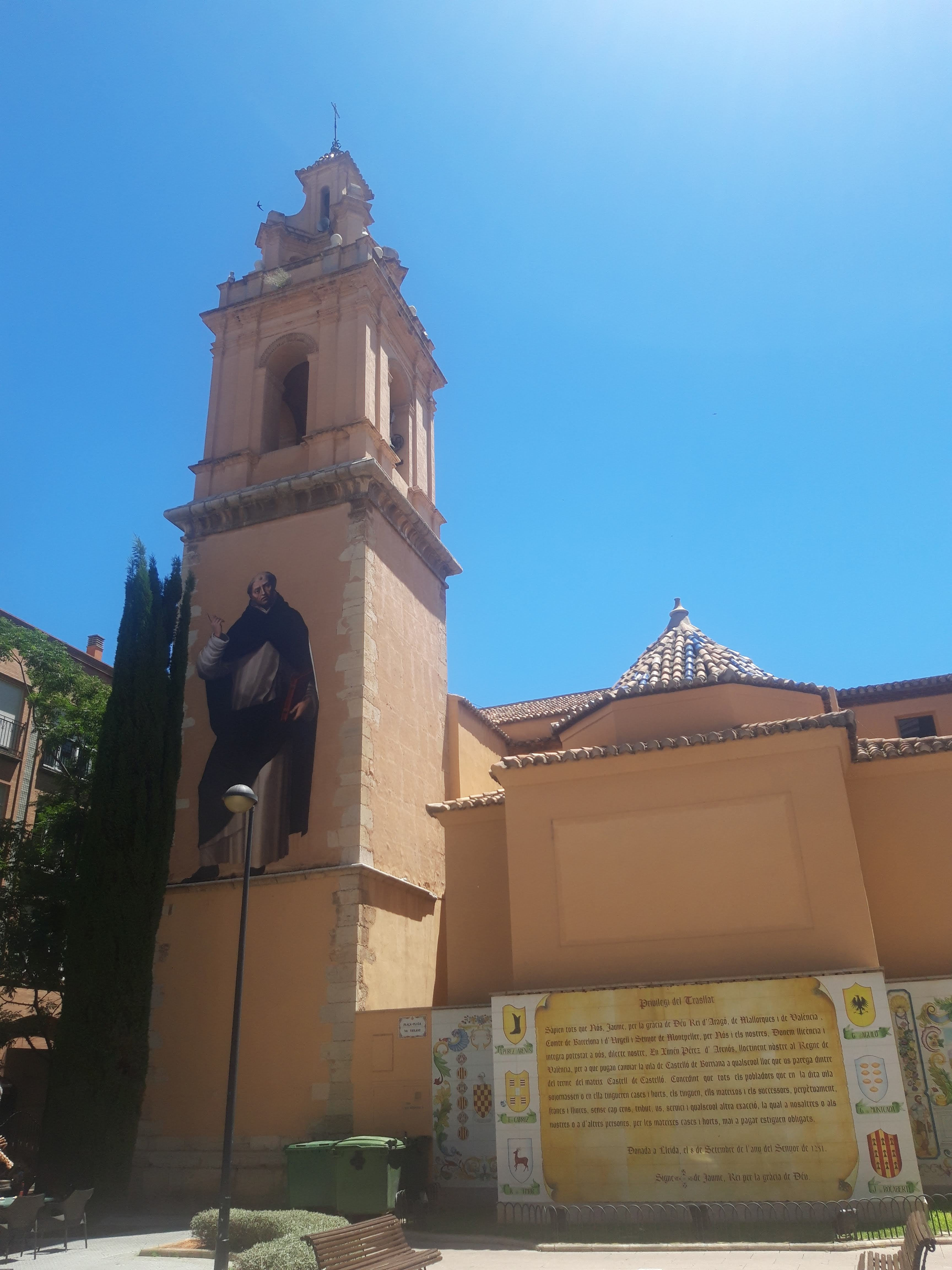
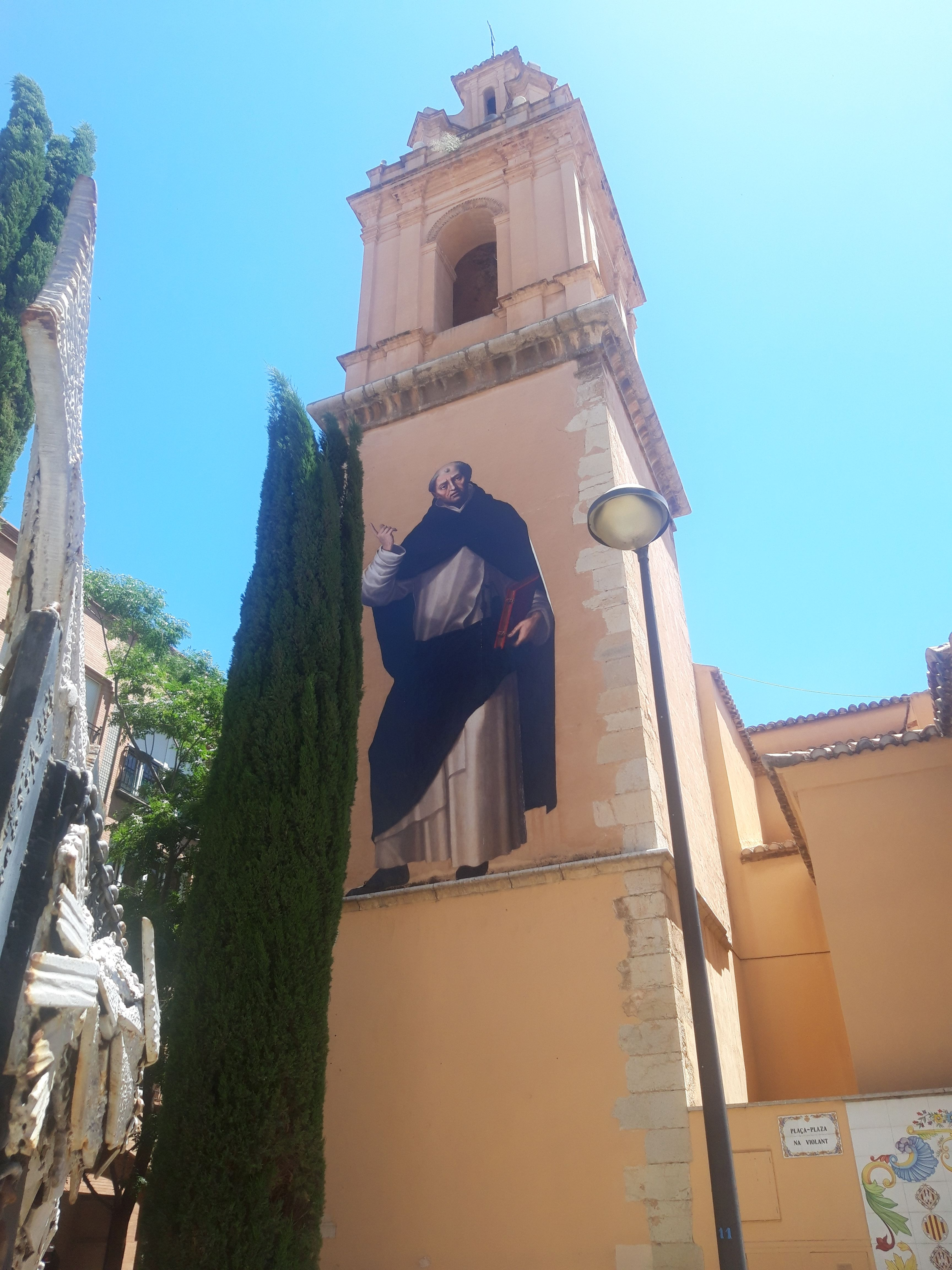
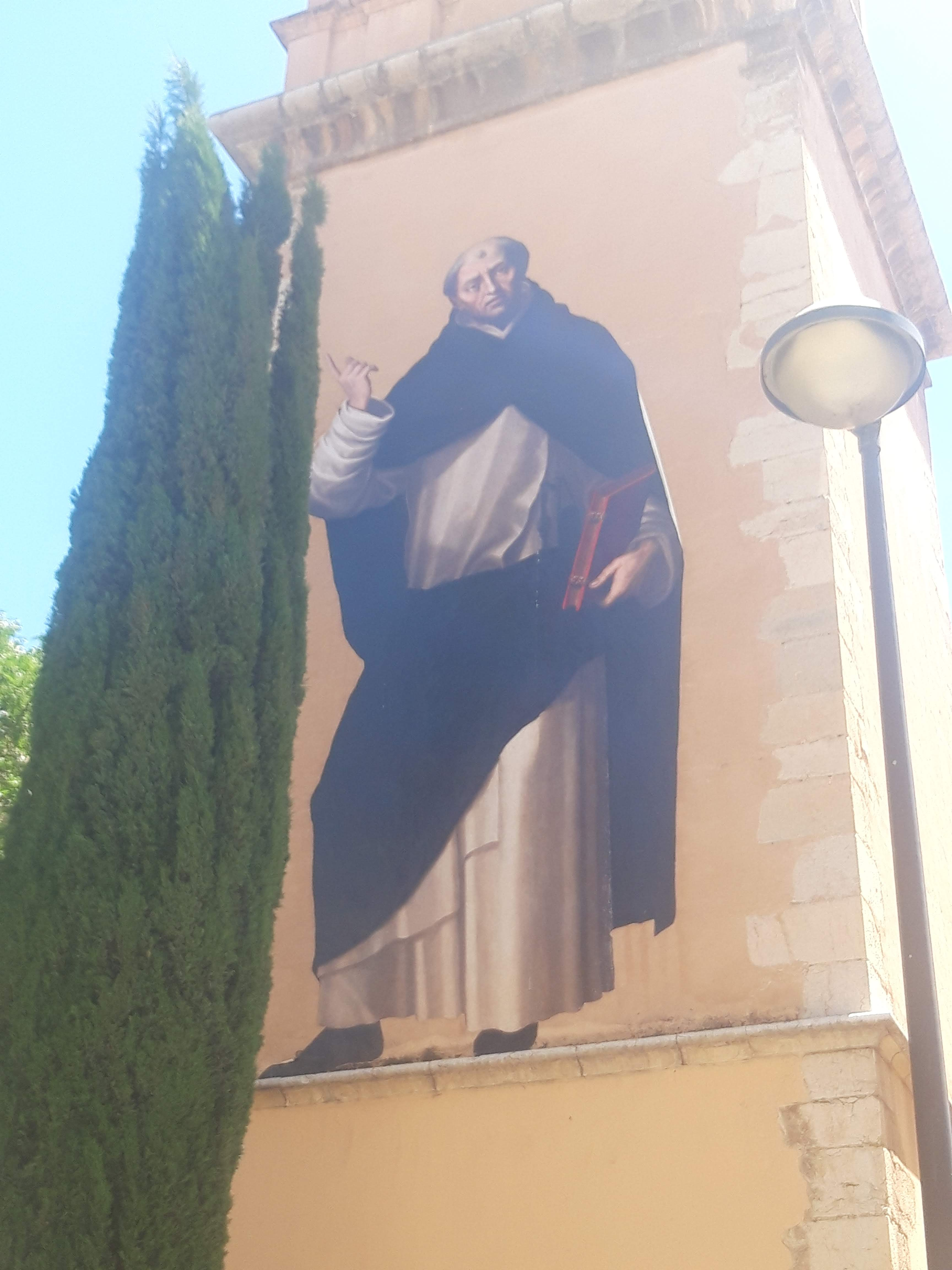
Detall de la imatge de Sant Vicent Ferrer en una de les façanes del campanar.